# 阿努夫里耶夫
阿努夫里耶夫（羅馬化：Anufriyev）是俄语姓氏，阴性形式为阿努夫里耶娃（羅馬化：Anufriyeva）。著名人物包括：
- 叶夫根尼·阿努夫里耶夫，俄罗斯哲学家
- 奥莉加·阿努夫里耶娃，俄罗斯政治人物、国家杜马议员

|  | 本页或本分段罗列了姓氏为「阿努夫里耶夫」的人物。 如果是一个指代特定个人的内链将您引导到本页，請考慮修正該人物的名字以將链接指向正確的條目。 |